# Tirljanski
Tirljanski (russisch Тирлянский; baschkirisch Тирлән, Tirljan bzw. Tirlja̋n) ist ein Dorf im Rajon Belorezk in der russischen Republik Baschkortostan. 
Tirljan ist das Zentrum und der einzige Ort der Landgemeinde Tirlanski (Тирлянский сельсовет). Das Dorf liegt am Zusammenfluss des Tirljan in die Belaja 33 km nordöstlich von Belorezk. Der nächstgelegene Bahnhof ist 41 km entfernt.
Im Jahre 1908 wurde in der Ortschaft ein Eisenwerk gegründet. 1917 wurde der Tirljan-Staudamm am Fluss erbaut.
Ein Bruch des Staudamms am 7. August 1994 führte zu einer schweren Überschwemmung der Ortschaft.

## Bevölkerungsentwicklung
| Jahr | Einwohner |
| ---- | --------- |
| 1959 | 14034     |
| 1970 | 12017     |
| 1979 | 8948      |
| 1989 | 8066      |
| 2002 | 5747      |
| 2010 | 4427      |

Anmerkung: Volkszählungsdaten 